# Daniel Coleman
Daniel Coleman (1 de janeiro de 1984) é um futebolista profissional ganês que atua como defensor.

## Carreira
Daniel Coleman representou a Seleção Ganesa de Futebol nas Olimpíadas de 2004.